# كايو روزا
كايو روزا ألفيس (9 مارس 2001 في البرازيل - ) هو لاعب كرة قدم برازيلي في مركز الهجو.

## مسيرة اللاعب
لعب سابقاً في في نادي كروزيرو و احترف في الإمارات في نادي الشارقة ونادي خورفكان ونادي دبا الحصن و نادي الحمرية.

## روابط خارجية
- كايو روزا على موقع قاعدة بيانات كرة القدم.إي يو (الإنجليزية)
- كايو روزا على موقع Soccerway.com (الإنجليزية)